# Île de Champigny
L'Île de Champigny est une île fluviale française de la Marne située sur le territoire communal de Champigny-sur-Marne (Val-de-Marne).
L'île est située en réserve naturelle départementale. Elle héberge des cormorans et des bernaches.